# Olteni
Olteni è un comune della Romania di 3 339 abitanti, ubicato nel distretto di Teleorman, nella regione storica della Muntenia. 
Il comune è formato dall'unione di due villaggi: Olteni e Perii Broșteni.